# بنك بليز المركزي
بنك بليز المركزي هو البنك المركزي وهو الجهة المالية المسؤؤولة في بليز، وقد أسس في 1 يناير 1982.
بنك بليز المركزي هو المسؤول عن إصدار الدولار البليزي.